# Venera Genetrix (kip)
Venera Genetrix je kiparski tip, ki prikazuje rimsko boginjo Venero v njenem vidiku Genetrix (Venera mati - ustanoviteljica družine), saj jo je počastila rimska Julijsko-klavdijska rodbina, ki jo je označila za svojo prednico. Možna identifikacija kiparja je Grk po imenu Arcesilaus. Kip je bil postavljen na novem forumu Julija Cezarja, verjetno kot kultni kip v celi njegovega templja Venere Genetrix. Po tej zgodovinski priložnosti se rimska oznaka uporablja za ikonološki tip Afrodite, ki je izviral iz antične Grčije.

## Zgodovina
V noči pred odločilno bitko pri Farzalu (48 pr. n. št.) se je Julij Cezar zaobljubil, da bo Rimu posvetil tempelj, ki naj bi bil prednik njegovega roda. V izpolnitev svoje zaobljube je na novem forumu, ki ga je zgradil, postavil tempelj Venere Genetrix. Pri vzpostavljanju tega novega Venerinega kulta  je Cezar preko Askanija, Enejevega sina, potrdil trditev lastnega roda, da se je rodil iz boginje. Da bi laskal tej povezavi, je Vergilij napisal Eneido. Njegov javni kult je izrazil edinstven položaj Cezarja na koncu Rimske republike in v tem smislu osebno združenje, izraženo kot javni kult, je bila novost v rimski religiji.
Dva tipa, zastopana v številnih rimskih primerih v marmorju, bronu in terakoti, se med učenjaki potegujeta za identifikacijo, ki predstavljata vrsto te drapirane Venere Genetrix. Poleg tipa, opisanega v nadaljevanju, je še en, pri katerem Venera na svojem ramenu nosi dojenčka Erosa.

## Izvor
V letih 420 - 410 pr. n. št. je atenski kipar Kalimah ustvaril bronasto skulpturo Afrodite (zdaj izgubljene), ki jo je po Pliniju prikazal oblečeno v lahkoten, a oprijet hiton ali peplos, ki je bil spuščen na levi rami da je razkril levo dojko, poskuša prekriti glavo in je okrasno izrezljan, da ne bi skrival obrisov ženskega telesa. Afrodita je bila upodobljena držeč jabolko, osvojeno po Parisovi sodbi, v levi roki, medtem ko se je desnica premikala, da je pokrivala glavo. Iz izgubljenega bronastega izvirnika izhajajo vse ohranjene kopije. Sestava je bila frontalna , oblika telesa je monumentalna, v ohranjenih rimskih replikah pa so njeni deleži blizu polikletskemu kanonu.

### Cezarjeva Venera Genetrix
Zdaj izgubljeni originalni kip ali Sabina v isti pozi je predstavljen na hrbtni strani denarija nad legendoVENERI GENETRICI, z Vibijo Sabino na sprednji strani. Ikonološki tip kipa, na katerem so številne kopije rimskega marmorja in bronasti odlitki na vseh stopnjah spretnosti, je Ennio Quirino Visconti v svojem katalogu papeških zbirk Museo Pio-Clementina opredelil kot Venus Genetrix, v primerjavi s tem denarjem. »Iz napisa na kovancih, iz podobnosti med likom na kovancih in kipom v Louvru (Venera iz Fréjusa)</ref> in iz dejstva, da je Arkesilaos vzpostavil več Venere Genetrix kot boginje zavetnice Rima in prednice Julijancev, je bila identifikacija zelo naravna«. Na tej podlagi je Venera Genetrix v Museo Pio-Clementina z rimsko portretno glavo Sabine.

## Druge kopije
Številni rimski primeri so v večjih zbirkah, med njimi Centrale Montemartini (odkrita v Mecenanskih vrtovih), Umetniški inštitut Detroit, Metropolitanski muzej umetnosti, Muzej Royal Ontario, muzej J. Paul Getty, muzej Louvre in muzej Ermitaž.

### Afrodita iz Fréjusa
1,64 m visok rimski kip iz paroškega marmorja iz konca 1. st. pr. n. št. do začetka 1. st. n. št. je bil odkrit v mestu Fréjus (Forum Julii). Velja za najboljšo rimsko kopijo izgubljenega grškega dela.
Vrat, leva roka, prsti desne roke, podstavek in številni deli draperije so izdelek sodobnih restavratorjev. Prisotna je bila v Tuilerijski palači leta 1678, od tam pa je bila okoli leta 1685 prepeljana v Versajski park. Zasežena je bila ob revoluciji in je bila v Louvru od leta 1803 kot Inventaire MR 367 (n ° usuel Ma 525). Kip je bil obnovljen leta 1999 zaradi pokroviteljstva FIMALAC-a.

### Muzej Ermitaž
Druga rimska kopija kipa, ki je visok 2,14 m, je bila v zbirki Giampietro Campana, marchese di Cavelli, v Villa Campana v Rimu, od katere ga je leta 1861 po Campanovi sramoti pridobil Ermitaž.
Glava ne pripada temu kipu, ki je prvotno moral imeti portretno glavo. V Rimu bi lahko idealno figuro božanstva pogosto nekoliko prilagodili (tu na primer hiton pokriva dojke),  dodali so ji ločeno izdelano portretno glavo. Dokaz, da je bilo temu tako, je razviden iz pramenov las, ki padajo na ramena. To vidimo tudi na posmrtnih portretih Agripine starejše, kar nam omogoča, da ta kip uvrščamo v drugo četrtino 1. stoletja našega štetja.

### Splošno
- Charles Waldstein, 'Pasiteles and Arkesilaos, the Venus Genetrix and the Venus of the Esquiline', The American Journal of Archaeology and of the History of the Fine Arts, Vol. 3, No. 1/2 (Jun., 1887), pp. 1-13
- Cornelia G. Harcum, 'A Statue of the Type Called the Venus Genetrix in the Royal Ontario Museum', American Journal of Archaeology, Vol. 31, No. 2 (Apr. - Jun., 1927), pp. 141-152
- List of copies, with images

### Afrodita iz Frejusa
- TheoiProject: Gallery
- TheoiProject: Gallery
- Venus of Fréjus (Louvre catalogue)
- Venus of Fréjus
- A terracotta reduction, from Myrina (also at the Louvre)

### Ermitaž
- Theoi
- Uradna spletna stran muzeja